# خوان جوميز
خوان جوميز (بالإسبانية: Juan Gómez) هو لاعب اتحاد الرغبي أرجنتيني، ولد في 27 مارس 1984 في الأرجنتين.